# 新喬爾托里亞
50°1′42″N 27°42′29″E / 50.02833°N 27.70806°E
新喬爾托里亞（烏克蘭語：Нова Чортория）是烏克蘭北部的村莊，隸屬日托米爾州的日托米爾區。該村始建於1886年，面積28.05平方公里，海拔高度243米，2001年人口1,886，人口密度每平方公里67.23人。